# Drachenbootfest

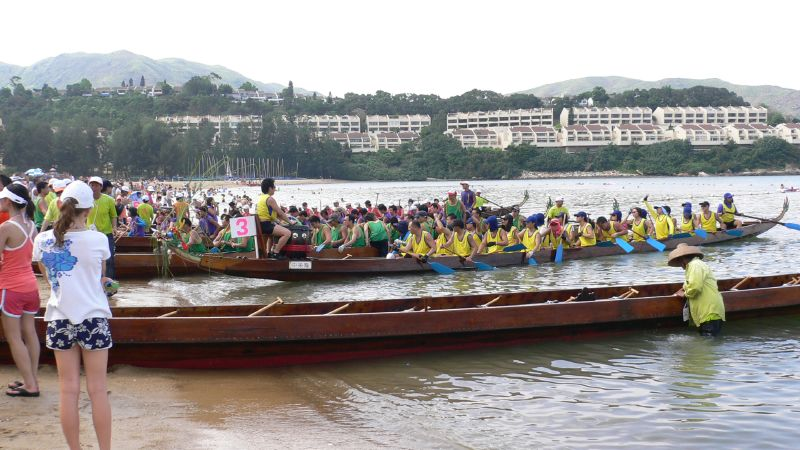
Drachenbootrennen in Hongkong

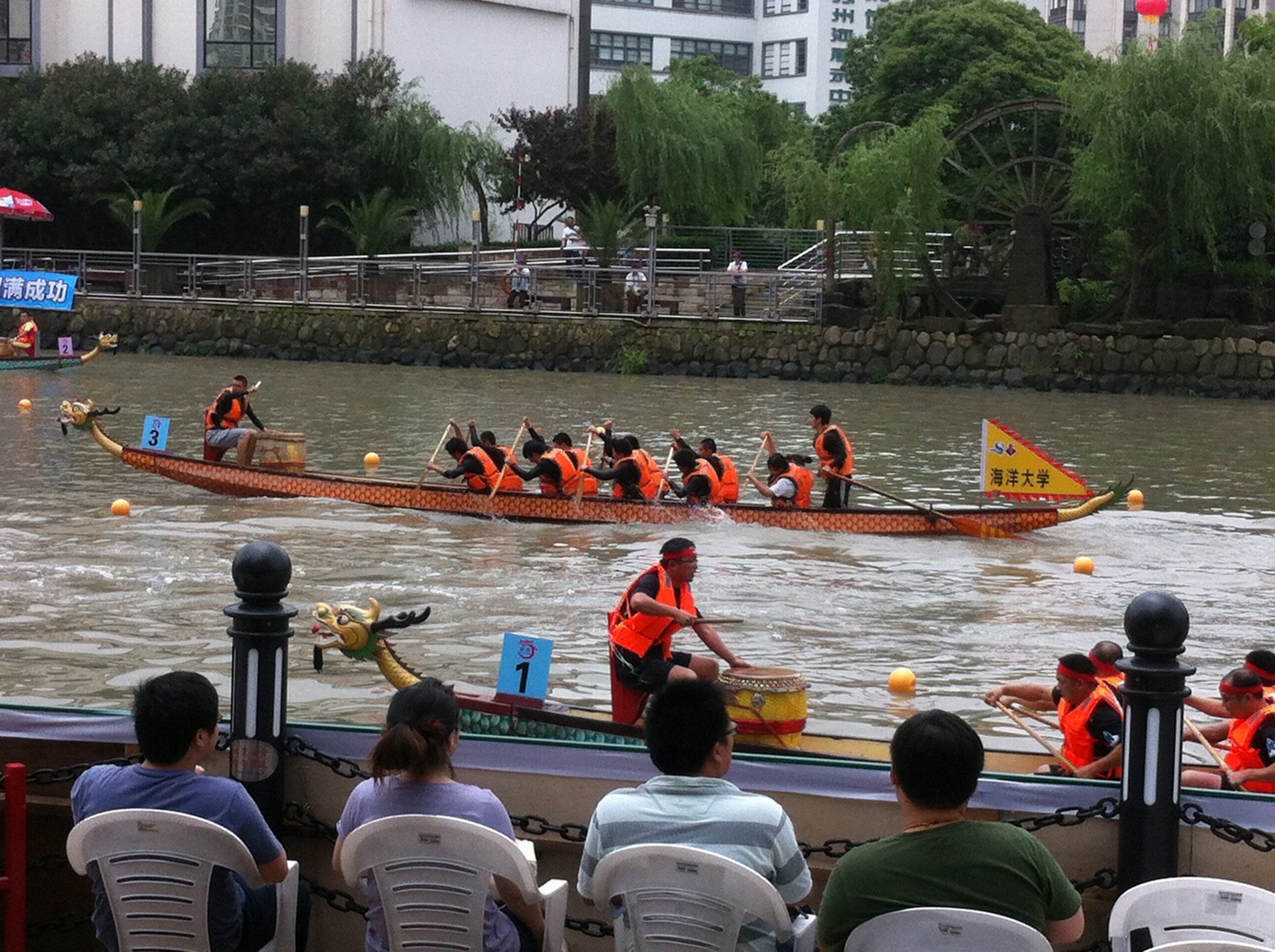
Drachenbootrennen in Shanghai, 2013

Das Drachenbootfest (chinesisch 端午節 / 端午节, Pinyin Duānwǔjié) gehört neben dem Chinesischen Neujahrsfest und dem Mondfest zu den drei wichtigsten traditionellen Festen im chinesischen Kulturraum und wird hauptsächlich in Südchina begangen. Es fällt auf den 5. Tag des 5. Monats im traditionellen chinesischen Kalender, weshalb es auch „Doppelfünf-Fest“ (重五節 / 重五节 bzw. 重午節 / 重午节,  Chóngwǔjié) genannt wird. 2025 fällt es auf den 31. Mai. Zum Drachenbootfest werden traditionelle Drachenboot-Regatten veranstaltet. 
2009 wurde das Fest von der UNESCO in die Repräsentative Liste des immateriellen Kulturerbes der Menschheit aufgenommen.

## Beschreibung
Der historische Ursprung des Drachenfestes ist unbekannt. Einer Legende nach soll es auf den Tod des Dichters Qu Yuan zurückgehen. Qu Yuan lebte in der Periode der Streitenden Reiche (475–221 v. Chr.) und war der Überlieferung nach ein treuer und unbestechlicher Berater des Herrschers des Staates Chu. Durch Intrigen seiner Rivalen fiel er in Ungnade und musste in die Verbannung gehen. Als er hörte, dass das Chu-Reich durch das Qin-Reich erobert worden war, ertränkte er sich im Fluss Miluo Jiang, einem Seitenarm des Jangtse. Seine Freunde fuhren daraufhin in Booten auf den Fluss, um nach seinem Leichnam zu suchen und warfen kleine Reisbällchen ins Wasser, um die Fische von diesem abzulenken. Das sehr lebendige und farbenfrohe Fest gilt als Erinnerung an dieses Ereignis.
Am Tag des Drachenbootfests werden Drachenboot-Reagatten veranstaltet. Drachenboot-Wettkämpfe haben in China und Taiwan eine lange Tradition und sind auch in Chinas Nachbarländern wie Japan und Vietnam eingeführt worden. Drachenbootrennen werden auch außerhalb Asiens veranstaltet, beispielsweise in Norditalien und beim 
Drachenbootfestival Hannover.
Zum chinesischen Drachenbootfest werden typischerweise Zongzi (粽子,  zòngzǐ) gegessen. Diese erinnern an die Reisklöße, die man nach dem Tod Qu Yuans in den Fluss geworfen haben soll. Diese Zongzi sind Klöße aus Klebreis (糯米,  nuòmǐ), eingewickelt in Bambus- oder Schilfrohrblätter, mit verschiedenen Füllungen wie beispielsweise getrocknete Datteln, verschiedene Bohnen (z. B. Adzukibohne), Räucherschinken, getrocknete Krabben, Schweinefleisch, Erdnüssen und Eigelb.